# Latacunga
Latacunga, conocida también como San Vicente Mártir de Latacunga, es una ciudad ecuatoriana; cabecera cantonal del Cantón Latacunga y capital de la Provincia de Cotopaxi, así como la urbe más grande y poblada de la misma. Se localiza al centro-norte de la Región interandina del Ecuador, en la hoya del río Patate, atravesada por los ríos Cutuchi y Pumacunchi, a una altitud de 2860 m s. n. m. y con un clima frío andino de 13,6 °C en promedio.
Es llamada "Sultana del Cotopaxi" y "Pensil de los Andes", por su ubicación geográfica. En el censo de 2022 tenía una población de 77.267 habitantes, lo que la convierte en la vigésima ciudad más poblada del país. La ciudad es el núcleo del área metropolitana de Latacunga, la cual está constituida además por ciudades y parroquias rurales cercanas. El conglomerado alberga a 359.398 habitantes.
Sus orígenes datan del siglo XVI, y en la actualidad es uno de los principales núcleos urbanos de la región interandina. Es uno de los más importantes centros administrativos, económicos, financieros y comerciales del centro del Ecuador. Las principales actividades económicas de la ciudad son: la industria florícola, la agroindustria, la minería y la ganadería.

## Toponimia
La documentación colonial conocida registra Latacunga como La Tacunga, y en otros casos como Tacunga. Un analista o un hablante del quechua advierte que esta palabra contiene el sufijo -nga, que, alternando con -nka, es usual en toponimia quechua (cf. Huamanga, Chalhuanca, Paramonga, Sapallanga, Pallanca, Huallanca). Este sufijo es la forma arcaica del actual sufijo nominalizador -na, que se usa para indicar el objeto o el lugar donde ocurre algo.
Taku, por otro lado, es el óxido de hierro, o el cinabrio, (cualquiera de los dos) que se emplean como tintes textiles o cerámicos. De este modo, Takunga significa aproximadamente “mina de bermellón”, en el sentido de "lugar donde se trabaja el bermellón".
El uso del artículo en los topónimos es usual en el español de los siglo XV, a XVIII inclusive, motivo por el que son usuales expresiones como “el Paraguay”, “el Uruguay”, “la Argentina”, “el Perú”, “el Cuzco”, y otras.
Explicaciones arbitrarias como llacata kunka (dios de las lagunas), llaqta kunka, (población en figura de cuello), llaataq kunka (cuello que asciende) y otras similares no son más que casos de etimología popular contrarios a cualquier razón lingüística moderna.

## Historia
La fundación española de la ciudad se efectuó por el primer encomendero español en septiembre de 1534 con el nombre de "Asiento de San Vicente Mártir de Latacunga". En 1539 Gonzalo Pizarro ordena aumentar el número de habitantes, y es el 27 de octubre de 1584 que se efectúa la fundación definitiva y formal por el Cap. Antonio de Clavijo con el nombre de "San Vicente Mártir de la Tacunga y sus corregidores". Luego el 11 de noviembre de 1811 es elevado a categoría de Villa. Después de la fundación, empezó el reparto de tierras e indios desde Quito, mediante encomiendas, mitas y trabajo forzado en los obrajes. Se establecieron los marquesados: Maenza, Miraflores y Villa Orellana.
Los jesuitas fundaron la primera escuela en 1643. La educación posterior estuvo a cargo de franciscanos, dominicos y agustinos. Por su cercanía a Quito, los nobles reforzaban allá la formación de sus hijos. En 1745 asumió la presidencia de la Real Audiencia de Quito, Fernando Sánchez de Orellana, Marqués de Solanda, de Latacunga.
En diciembre de 1808, los marqueses se reunieron en Tilipulo y Salache para preparar el grito de independencia del 10 de agosto de 1809. Durante el periodo de supervivencia del Estado de Quito (1811-1812), Latacunga fue una de las ocho ciudades que enviaron su representante al Supremo Congreso que se instaló el 11 de octubre de 1811 en el Palacio Real de Quito; obteniendo la diputación el Dr. C. José Manuel Flores. De igual manera, durante este período la ciudad y sus alrededores fueron elevados a la categoría de Provincia. El 16 de noviembre de 1811, el mismo Estado de Quito eleva a Tacunga a la categoría de Villa.
Luis Fernando Vivero fue escogido el 9 de octubre de 1820 para secretario de la Junta de Gobierno de Guayaquil. Después de haber apoyado a la Independencia de Guayaquil; los patriotas de Latacunga, se organizaron durante los primeros días de noviembre; es así como atacan el cuartel realista Fernando Sáenz de Viteri y Felipe Barba; mientras que Lizardo Ruiz y Calixto González del Pino con jóvenes latacungueños, toman la fábrica de pólvora y luego llegan al convento de Santo Domingo, donde estaba el comandante Miguel Morales con una parte del Batallón Los Andes.
Los realistas se encontraban en el techo, desde allí podían fusilar a los patriotas, pero Juan José Linares dio muerte al comandante, logrando la rendición de los españoles. Entre algunos de los patriotas de ese día están: Antonio Tapia, Francisco Salazar, José María Alvear, Josefa Calixto, María Rosa Vela de Páe, Miguel Baca, Francisco Flor, Vicente Viteri Lomas, Luis Pérez de Anda y Mariano Jácome de 16 años de edad, quienes proclamaron la independencia de Latacunga, que se consolidó con la batalla de Pichincha. El 29 de noviembre de 1822 el Libertador Simón Bolívar llegó a Latacunga.

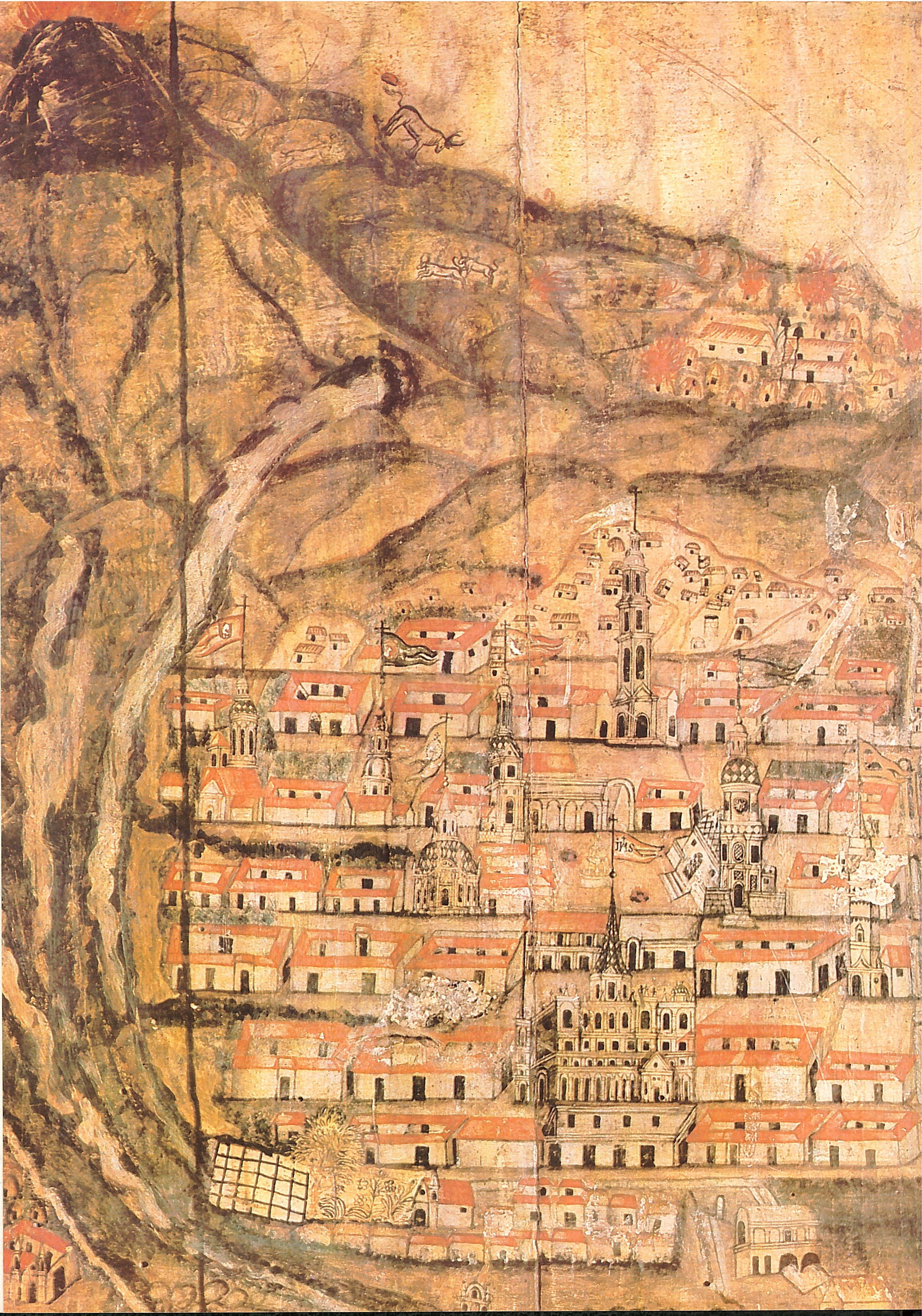
Plano de la Ciudad de Latacunga en el - Colección Particular.

Con oposición de los quiteños, el 6 de marzo de 1851 los legisladores aprobaron la creación de la Provincia de León, en homenaje a Vicente León, con los cantones de Latacunga y Ambato. Objetado por el presidente Diego Noboa, el decreto retornó al Congreso, que el 18 de marzo lo confirmó, publicada el 26 de mayo de 1851. El Doctor Miguel Carrión fue el Primer gobernador. Así bautizada se robusteció con la constitución en 1852 del cantón Pujilí con sus parroquias Zapotal y Quevedo .

## Geografía
Latacunga se encuentra en el centro del Ecuador, en la Región Interandina del Ecuador, al sureste de la provincia de Cotopaxi, al sur del volcán Cotopaxi, en la hoya del Patate, a 2860 metros sobre el nivel del mar. La ciudad se ha extendido sobre su eje longitudinal. El río Cutuchi y la Panamericana atraviesan la ciudad y la dividen en 2 partes, siendo la parte oriental más poblada y extensa.

### Clima
De acuerdo con la clasificación climática de Köppen, Latacunga experimenta un clima mediterráneo frío (Csb), el cual se caracteriza por pequeñas oscilaciones térmicas diurnas y anuales, gozando de un clima primaveral durante todo el año. Debido a que las estaciones del año no son sensibles en la zona ecuatorial, tiene exclusivamente dos estaciones: un poco pluvioso invierno, que va de octubre a mayo, y un "verano" seco y ligeramente más frío, entre junio y septiembre. 
Su temperatura promedio anual es de 13,6 °C; siendo noviembre el mes más cálido, con un promedio de 15,1 °C, mientras agosto es el mes más frío, con 12,4 °C en promedio. Es un clima isotérmico, con una amplitud térmica anual inferior a 3 °C entre el mes más frío y el más cálido. En cuanto a la precipitación, goza de pocas lluvias durante el invierno, mientras el verano es bastante seco. Los índices de precipitación rondan los 550 mm por año; hay una diferencia de 51,4 mm de precipitación entre los meses más secos y los más húmedos; marzo (16 días) tiene los días más lluviosos por mes en promedio, mientras la menor cantidad de días lluviosos se mide en agosto (6 días). La humedad relativa también es constante, con un promedio anual de 74,2%. 
| Parámetros climáticos promedio de Latacunga, Ecuador | Parámetros climáticos promedio de Latacunga, Ecuador | Parámetros climáticos promedio de Latacunga, Ecuador | Parámetros climáticos promedio de Latacunga, Ecuador | Parámetros climáticos promedio de Latacunga, Ecuador | Parámetros climáticos promedio de Latacunga, Ecuador | Parámetros climáticos promedio de Latacunga, Ecuador | Parámetros climáticos promedio de Latacunga, Ecuador | Parámetros climáticos promedio de Latacunga, Ecuador | Parámetros climáticos promedio de Latacunga, Ecuador | Parámetros climáticos promedio de Latacunga, Ecuador | Parámetros climáticos promedio de Latacunga, Ecuador | Parámetros climáticos promedio de Latacunga, Ecuador | Parámetros climáticos promedio de Latacunga, Ecuador |
| Mes                                                  | Ene.                                                 | Feb.                                                 | Mar.                                                 | Abr.                                                 | May.                                                 | Jun.                                                 | Jul.                                                 | Ago.                                                 | Sep.                                                 | Oct.                                                 | Nov.                                                 | Dic.                                                 | Anual                                                |
| ---------------------------------------------------- | ---------------------------------------------------- | ---------------------------------------------------- | ---------------------------------------------------- | ---------------------------------------------------- | ---------------------------------------------------- | ---------------------------------------------------- | ---------------------------------------------------- | ---------------------------------------------------- | ---------------------------------------------------- | ---------------------------------------------------- | ---------------------------------------------------- | ---------------------------------------------------- | ---------------------------------------------------- |
| Temp. máx. abs. (°C)                                 | 26                                                   | 26                                                   | 26                                                   | 26                                                   | 27                                                   | 27                                                   | 27                                                   | 27                                                   | 26                                                   | 26                                                   | 27                                                   | 26                                                   | 27                                                   |
| Temp. máx. media (°C)                                | 20.7                                                 | 19.9                                                 | 19.4                                                 | 18.5                                                 | 18.6                                                 | 18.5                                                 | 18.2                                                 | 18.0                                                 | 19.8                                                 | 20.9                                                 | 23.5                                                 | 21.1                                                 | 19.8                                                 |
| Temp. media (°C)                                     | 13.9                                                 | 13.3                                                 | 13.6                                                 | 13.8                                                 | 13.6                                                 | 13.2                                                 | 12.9                                                 | 12.4                                                 | 13.2                                                 | 14.1                                                 | 15.1                                                 | 14.3                                                 | 13.6                                                 |
| Temp. mín. media (°C)                                | 9.0                                                  | 8.0                                                  | 9.7                                                  | 9.7                                                  | 9.5                                                  | 8.7                                                  | 8.4                                                  | 7.4                                                  | 7.6                                                  | 7.7                                                  | 8.0                                                  | 8.5                                                  | 8.5                                                  |
| Temp. mín. abs. (°C)                                 | --                                                   | --                                                   | 0                                                    | --                                                   | 0                                                    | -3                                                   | -4                                                   | -2                                                   | -3                                                   | -2                                                   | --                                                   | 2                                                    | -4                                                   |
| Precipitación total (mm)                             | 53.0                                                 | 60.0                                                 | 67.0                                                 | 58.4                                                 | 62.1                                                 | 29.7                                                 | 15.6                                                 | 16.3                                                 | 35.2                                                 | 46.4                                                 | 64.0                                                 | 58.5                                                 | 566.2                                                |
| Días de precipitaciones (≥ 1.0 mm)                   | 11                                                   | 11                                                   | 15                                                   | 15                                                   | 12                                                   | 10                                                   | 7                                                    | 6                                                    | 6                                                    | 11                                                   | 14                                                   | 12                                                   | 130                                                  |
| Horas de sol                                         | 175                                                  | 135                                                  | 135                                                  | 125                                                  | 150                                                  | 155                                                  | 180                                                  | 175                                                  | 155                                                  | 165                                                  | 160                                                  | 175                                                  | 1885                                                 |
| Humedad relativa (%)                                 | 74                                                   | 75                                                   | 77                                                   | 78                                                   | 77                                                   | 77                                                   | 74                                                   | 71                                                   | 70                                                   | 71                                                   | 72                                                   | 74                                                   | 74.2                                                 |
| Fuente n.º 1: NOAA                                   |                                                      |                                                      |                                                      |                                                      |                                                      |                                                      |                                                      |                                                      |                                                      |                                                      |                                                      |                                                      |                                                      |
| Fuente n.º 2: Climas y viajes                        |                                                      |                                                      |                                                      |                                                      |                                                      |                                                      |                                                      |                                                      |                                                      |                                                      |                                                      |                                                      |                                                      |

## Política

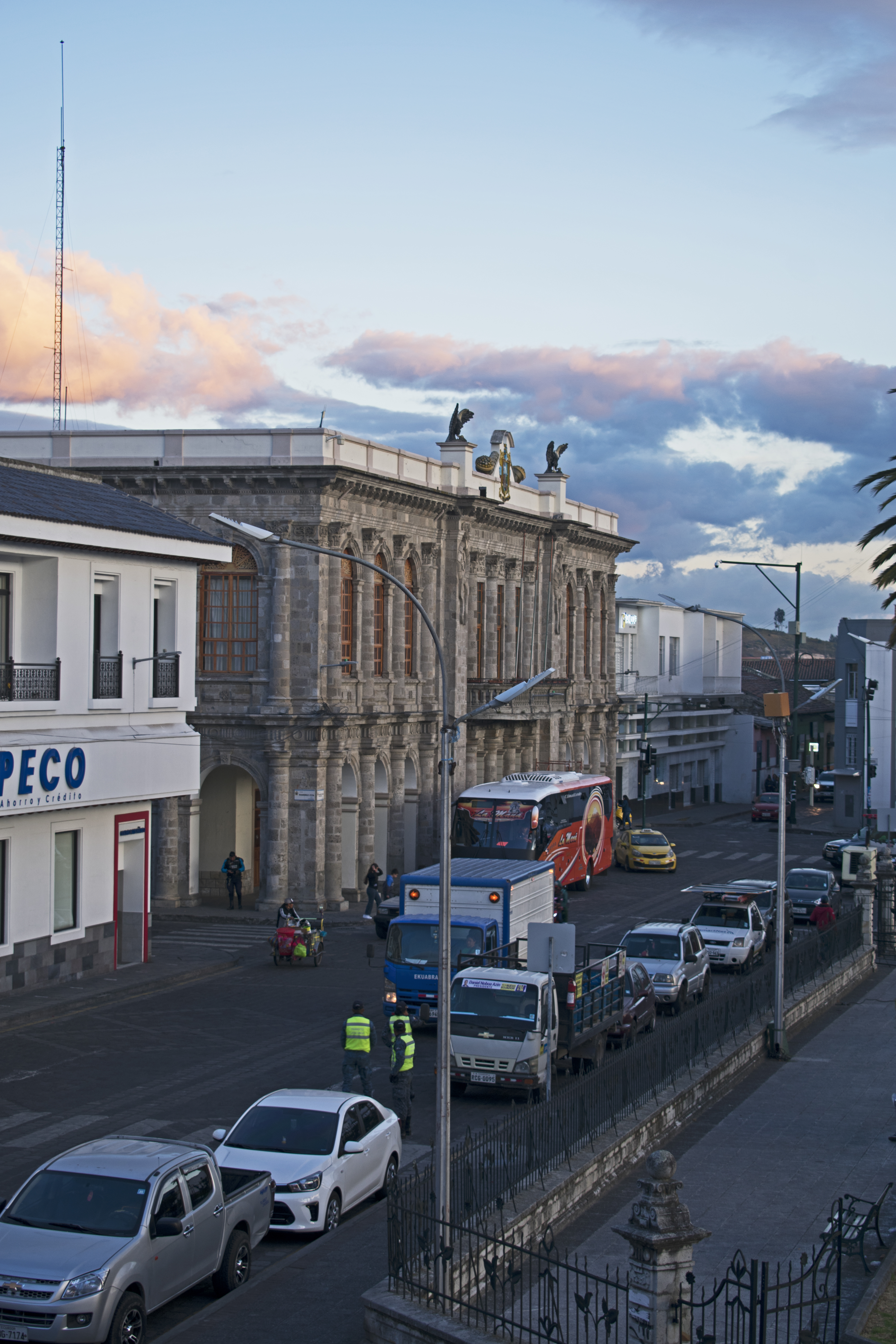
Ayuntamento de Latacunga

Territorialmente, la ciudad de Latacunga está organizada en 5 parroquias urbanas, mientras que existen 10 parroquias rurales con las que complementa el aérea total del Cantón Latacunga. El término "parroquia" es usado en el Ecuador para referirse a territorios dentro de la división administrativa municipal.
La ciudad y el cantón Latacunga, al igual que las demás localidades ecuatorianas, se rige por una municipalidad según lo previsto en la Constitución de la República. El Gobierno Autónomo Descentralizado Municipal de Latacunga, es una entidad de gobierno seccional que administra el cantón de forma autónoma al gobierno central. La municipalidad está organizada por la separación de poderes de carácter ejecutivo representado por el alcalde, y otro de carácter legislativo conformado por los miembros del concejo cantonal.
La ciudad de Latacunga es la capital de la provincia de Cotopaxi, por lo cual es sede de la Gobernación y de la Prefectura de la provincia. La Gobernación está dirigida por un ciudadano con título de Gobernador de Cotopaxi y es elegido por designación del propio Presidente de la República como representante del poder ejecutivo del estado. La Prefectura, algunas veces denominada como Gobierno Provincial, está dirigida por un ciudadano con título de Prefecto Provincial de Cotopaxi y es elegido por sufragio directo en fórmula única junto al candidato viceprefecto. Las funciones del Gobernador son en su mayoría de carácter representativo del Presidente de la República, mientras que las funciones del Prefecto están orientadas al mantenimiento y creación de infraestructura vial, turística, educativa, entre otras.
La Municipalidad de Latacunga, se rige principalmente sobre la base de lo estipulado en los artículos 253 y 264 de la Constitución Política de la República y en la Ley de Régimen Municipal en sus artículos 1 y 16, que establece la autonomía funcional, económica y administrativa de la Entidad.

### Alcaldía

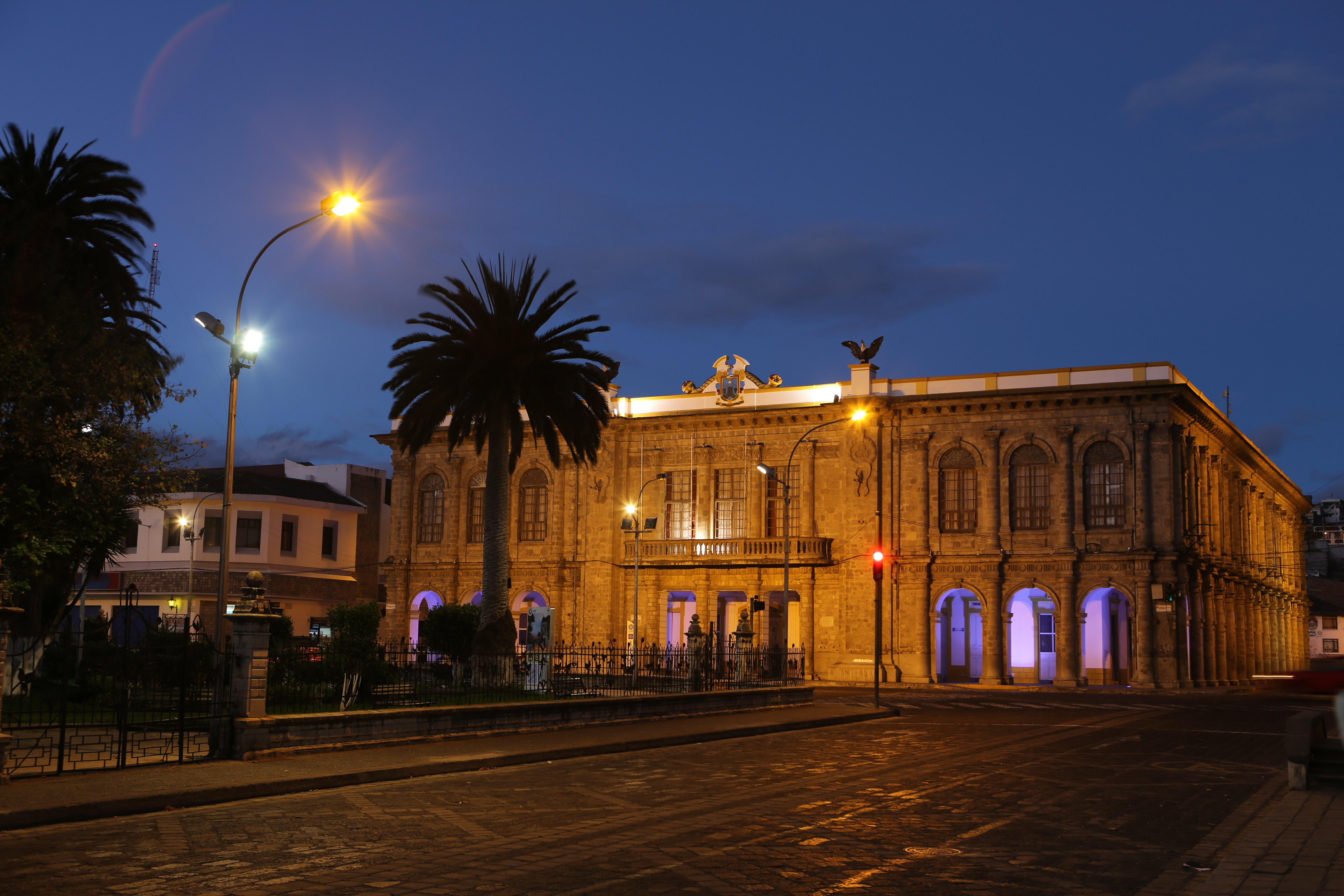
Palacio Municipal

El poder ejecutivo de la ciudad es desempeñado por un ciudadano con título de Alcalde del Cantón Latacunga, el cual es elegido por sufragio directo en una sola vuelta electoral sin fórmulas o binomios en las elecciones municipales. El vicealcalde no es elegido de la misma manera, ya que una vez instalado el Concejo Cantonal se elegirá entre los ediles un encargado para aquel cargo. El alcalde y el vicealcalde duran cuatro años en sus funciones, y en el caso del alcalde, tiene la opción de reelección inmediata o sucesiva. El alcalde es el máximo representante de la municipalidad y tiene voto dirimente en el concejo cantonal, mientras que el vicealcalde realiza las funciones del alcalde de modo suplente mientras no pueda ejercer sus funciones el alcalde titular.
El alcalde cuenta con su propio gabinete de administración municipal mediante múltiples direcciones de nivel de asesoría, de apoyo y operativo. Los encargados de aquellas direcciones municipales son designados por el propio alcalde. Actualmente el alcalde de Latacunga es Fabricio Tinajero, elegido para el periodo 2023 - 2027.

### Concejo Cantonal
El poder legislativo de la ciudad es ejercido por el Concejo Cantonal de Latacunga el cual es un pequeño parlamento unicameral que se constituye al igual que en los demás cantones mediante la disposición del artículo 253 de la Constitución Política Nacional. De acuerdo a lo establecido en la ley, la cantidad de miembros del concejo representa proporcionalmente a la población del cantón.
Latacunga posee 9 concejales, los cuales son elegidos mediante sufragio (Sistema D'Hondt) y duran en sus funciones cuatro años pudiendo ser reelegidos indefinidamente. De los nueve ediles, 5 representan a la población urbana mientras que 4 representan a las 10 parroquias rurales. El alcalde y el vicealcalde presiden el concejo en sus sesiones. Al recién instalarse el concejo cantonal por primera vez los miembros eligen de entre ellos un designado para el cargo de vicealcalde de la ciudad.

### División Política
El cantón se divide en parroquias que pueden ser urbanas o rurales y son representadas por los Gobiernos Parroquiales ante la Alcaldía de Latacunga. La urbe tiene 5 parroquias urbanas:
- La Matriz
- Eloy Alfaro (San Felipe)
- Ignacio Flores (La Laguna)
- Juan Montalvo (San Sebastián)
- San Buenaventura

## Fiestas de Latacunga
Festividad de la Mama Negra:
independencia de Latacunga. Desfiles, eventos culturales y corridas de toros de pueblo
Fecha: 11 de noviembre
Lugar: calles de la ciudad.
Bailes de Inocentes:
bailes, disfraces, mascaradas, comidas típicas.
Fecha: 28 de diciembre al 6 de enero.
Lugar: Parque Vicente León
Fiesta de la Virgen de las Mercedes:
vísperas, mascaradas, bandas de pueblo, fuegos artificiales, misa de gallo, procesión religiosa.
En Latacunga: procesión de la "Mama Negra"
Fecha: 23 - 27 de septiembre
Lugar: calles de la ciudad.
Fiesta en Honor a la Santísima Cruz en el Barrio Joseguango Alto:
Durante el mes de septiembre
Fiesta en Honor al Dr. San Buenaventura que ce celebra en la parroquia del mismo nombre:
Durante el 14 de julio se celebra la santísima tragedia de la Mama Negra y la Capitanía, con un desfile multicolor, aquí nació la Mama Negra, el desfile se desarrolla por las calles de la parroquia que se dirigen al Santuario del Dr. San Buenaventura en el Barrio Centro.
Feria taurina San Isidro Labrador: Es una feria taurina de fama mundial, realizada a fines del mes de noviembre en la plaza de toros San Isidro Labrador del Centro Agrícola Cantonal, en esta plaza han actuado algunos de los mejores toreros del mundo. Las corridas de toros fue declarada Patrimonio Cultural Inmaterial según la convención de la Unesco en 2012.
Fiestas de Carnaval:
En las fechas del carnaval Latacunga ha venido organizando algunos desfiles de carnaval como "El Carnaval de las Rosas" y "El Mashcarnaval", también ha organizado algunos eventos artísticos y culturales para alegrar a la población y a los turistas que llegan en esas fechas.

### La Mama Negra
Latacunga, guarda en su sueño una manifestación sociocultural y folclórica única, la Comparsa de la Mama Negra, también llamada la Santísima Tragedia o Fiesta de la Capitanía. Esta fiesta se lleva a cabo, los días 23 y 24 del mes de septiembre, día del equinoccio de otoño, y que la Iglesia Católica conmemora a la Virgen de la Merced; además se celebra por las fiestas de independencia de la ciudad, el 11 de noviembre Es un sincretismo religioso que goza de mucho colorido, alegría y desorden público, pues los miles de turistas nacionales y extranjeros que llegan a esta gran fiesta no sólo deleitan sus sentidos con la música, los disfraces y el baile de las comparsas que conforman este festejo, sino del licor que es repartido a cuantos lo pidan. Pese a este detalle, la fiesta se vive como la representatividad del puro folklor nacional.
Su origen se pierde en la historia, en una mezcla de manifestaciones populares mestizas: paganas y cristianas, indígenas, africanas y españolas; las mismas que con sus personajes, ritos, atuendos, música y baile dan vida y perdura en el tiempo tan singular expresión de los sentimientos del pueblo, rememorados cada año desde el siglo XVII. En el siglo XXI es una celebración en la que se rinde homenaje a la virgen de la Merced a quien conceden según cuenta la tradición, la gratitud y reconocimiento por la protección en uno de los procesos eruptivos del volcán activo más alto del planeta, el Cotopaxi.
El 31 de octubre de 2005 el Instituto Nacional de Patrimonio Cultural acuerda "Declarar como bien perteneciente al Patrimonio Cultural Inmaterial del Estado, a la fiesta de la Mama Negra o fiesta de la Capitanía".

### Origen
Durante el Virreinato fueron introducidos a estas tierras, por los españoles un grupo de negros de procedencia africana, para el trabajo en las minas de oro ubicadas en la parte noroccidental de la ciudad de Latacunga, en el sector de Siguió Este hecho despertó profunda impresión en los habitantes del sector, aborígenes y mestizos quienes empezaron a dramatizar y representar ciertos acontecimientos, y a ciertos personajes cotidianos, asociándolos a sus festividades y manifestaciones religiosas. En el año 1742 se produce la erupción del Cotopaxi y los habitantes proclaman a la Virgen de la Merced como "Abogada y patrona del volcán" y juran celebrar una fiesta anual en su honor, a la que asocian las tradiciones y manifestaciones culturales y folclóricas propias de sus comunidades.
La celebración de la fiesta misma, a cargo de las vivanderas del Mercado Pichincha del Barrio La Merced de la ciudad de Latacunga, inicia el 23 de septiembre, luego de los preparativos realizados con mucha anterioridad por el Prioste Mayor, con dos "salidas" de la comparsa, la misma que gira en torno a sus principales personajes: El Ángel de la Estrella, El Embajador, El Rey Moro, El Capitán, El Abanderado y dos "Mama Negra", cada uno con la compañía de "bandas de pueblo" yumbadas, azhangeros, carishinas y camisonas, negros careros y champuseros, huacos, curiquingues, cholas ofrenderas y veladoras, quienes recorren las principales calles de la ciudad, la primera en la mañana y la segunda en la tarde, desde la Merced al sector del Calvario y viceversa. Por la noche se lleva a cabo las tradicionales "vísperas" en la que hay música de banda, licor de caña, "naranjilladas y canelazos" quema de "chamiza" y fuegos pirotécnicos.
La fiesta principal el 24, tiene como eje central la celebración litúrgica en honor a la Virgen de la Merced. Igual que el día anterior la comparsa cumple con dos recorridos, en la mañana y en la tarde.
Desde hace pocos años atrás, las vivanderas de "El Salto" replican esta celebración los días domingo y lunes siguientes al 24 de septiembre.
En el año 1963, moradores del Barrio Centro de la ciudad de Latacunga deciden realizar una parodia de esta manifestación popular, llamada e interpretada por ciertos sectores como "La Mama Negra de los cholos", junto a las festividades de conmemoración de la emancipación política, en el mes de noviembre. Esta representación ha recibido el apoyo del cabildo municipal y se la viene realizando cada año en homenaje a la independencia de la ciudad y cuenta con la participación de instituciones públicas y privadas, priostes de honor y "jochas" de importantes personajes de la vida nacional y local. Alcanzando notoriedad y mayor difusión turística a nivel nacional e internacional

## Turismo
La ciudad de Latacunga ofrece múltiples destinos turísticos de diversa índole (naturaleza, cultura, gastronomía, historia, etc.), dentro de la ciudad y en sus alrededores.

### Atractivos naturales
- Área nacional de recreación el Boliche y el Parque nacional Cotopaxi : ubicado en las cercanías de Latacunga con refugios de montaña y de nieve (nevado, museo, lagunas, estación faunística, cabañas, zona camping, bosques, etc.), en una zona adecuada a efecto en 1960 se efectúa la instalación del NASA Cotopaxi Station, Estación de seguimiento Aeroespacial construida conjuntamente por el Gobierno Nacional y la NASA en los años 1960 y que hoy es operada por el Instituto Espacial Ecuatoriano[9] o IEE ex CLIRSEN Centro de Levantamientos Integrados de Recursos Naturales por Sensores Remotos.

### Atractivos culturales

#### Iglesias

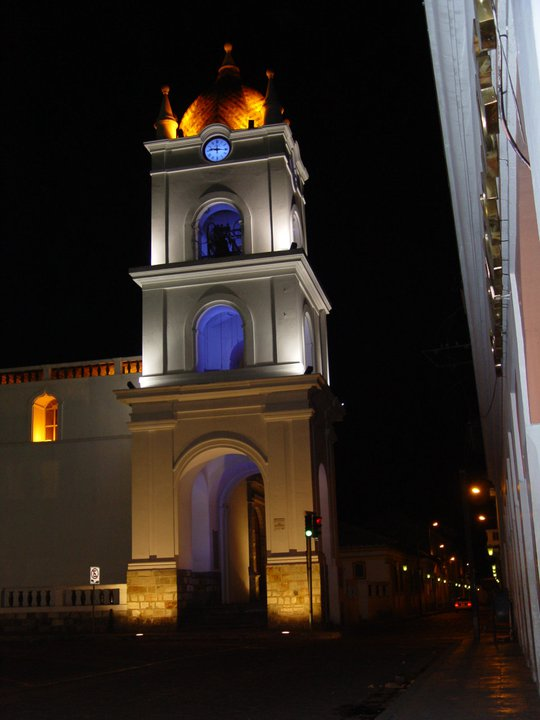
La Catedral de Latacunga

- Catedral: Empezó a construirse a mediados del siglo XVII con una gran nave y crucero con cúpula octogonal es de estilo románico. A fines del siglo XIX se construyó el torreón de arquerías románicas y un remate islámico. En su altar de piedra pómez se aprecian piezas de la imaginería colonial. Se encuentra en las calles: Quito y General Maldonado.[10]

- El Salto: Tiene una nave y torres gemelas, asentada de norte a sur, fue hecha a finales del siglo XIX y terminada a mediados del XX. Se ubica entre las calles: Juan Abel Echeverría y Antonio Clavijo, junto a la plaza de El Salto.[11]

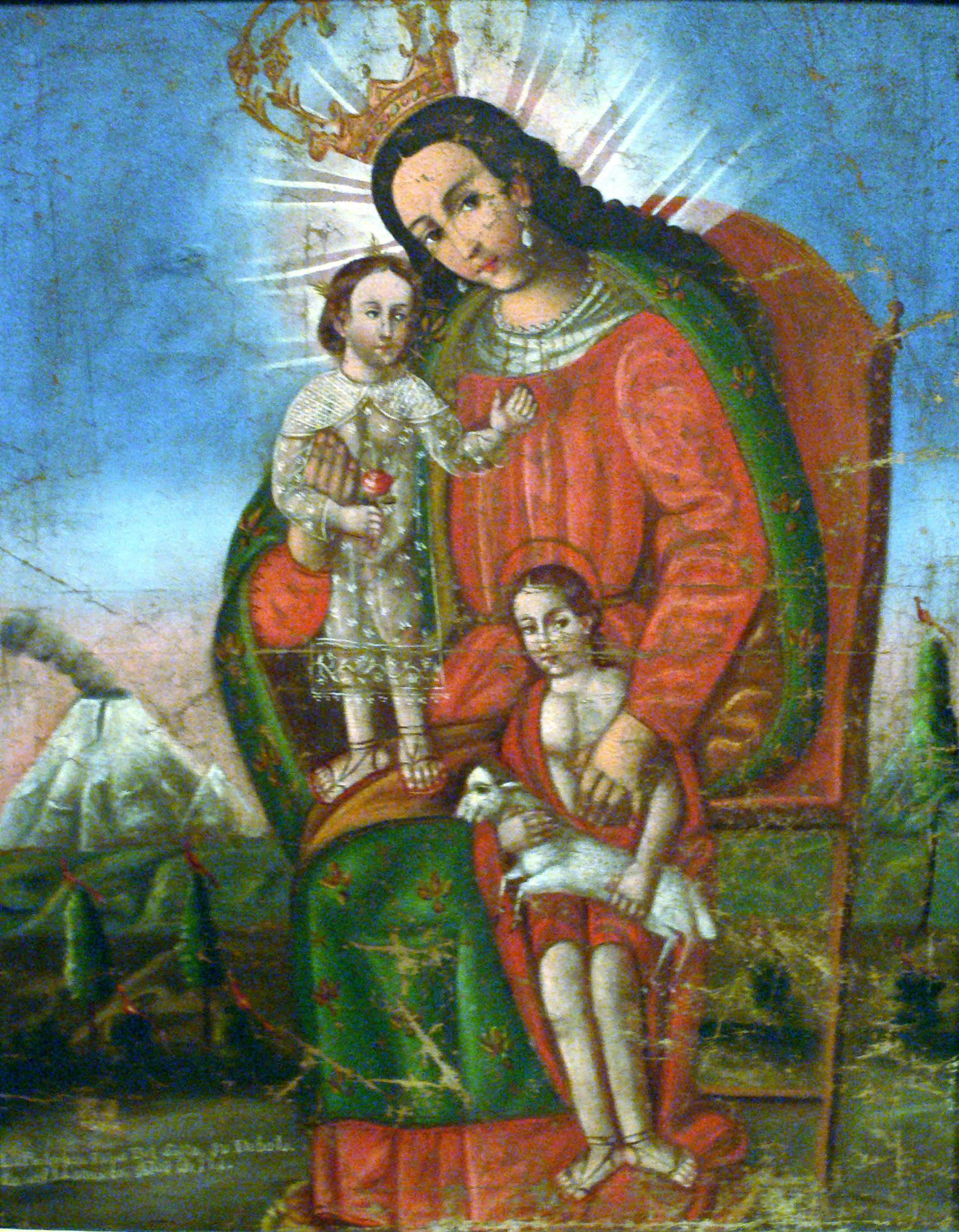
Virgen de la Merced con el Cotopaxi en el fondo

- La Merced: Empezó como capilla en 1640, está construida sobre un plano de Cruz Latina, de una nave con dos cruceros, realza una artística cúpula. En 1949, por el terremoto de Ambato, la torre cayó sobre la puerta principal, siendo reconstruida, pero perdió su estructura original. Se encuentra entre las calles Juan Abel Echeverría, y Quijano y Ordóñez, a su costado se encuentra la plaza mercado Pichincha; todos los días está abierta al público, a su vez posee un convento del mismo nombre, también tiene en su interior al santo patrono de la ciudad La Virgen de las Mercedes, por su parte la Virgen de las Mercedes obtiene su celebración en septiembre ya que existe el recuento que en la erupción de 1768 del Volcán Cotopaxi, la gente llevó a esta virgen consigo a una zona segura de la erupción lo que hoy se conoce como El Calvario y ésta apaciguó la erupción del volcán y lo volvería hacer en la siguiente erupción del volcán en 1877.[12]

- San Agustín: De influencia neoclásica muestra columnas circulares con capitel jónico con su terminado en cornisa. La piedra pómez sirve para informar de agilidad a las pilastras que soportan los arcos en los dos pisos. En 1820, el convento estuvo ocupado por fuerzas militares españolas, sirviendo de cuartel a una fracción del Batallón "Los Andes". Esta entre las calles Hermanas Páez y Quito.[13]

- San Francisco: Su construcción empezó en 1539 y culminó en 1693 y fue el primer centro religioso de la ciudad, pero en 1698 la iglesia quedó en ruinas por el terremoto de Ambato . Está ubicada en la calle General Manuel Maldonado y Quijano y Ordóñez.

- San Sebastián: Se ubica en la calle Josefa Calixto, entre Juan Abel Echeverría e Isla San Bartolomé tiene un alto valor histórico su edificación fue constituida en el siglo XIX, en su plaza todos los sábados se puede encontrar una feria altamente comercial que se remonta desde hace más de un siglo.

- Santo Domingo: Está ubicada en la Calle Guayaquil y Fernando Sánchez de Orellana, posee un convento del mismo nombre siendo ésta la diócesis de Latacunga . Considerada un lugar altamente histórico por su participación en la emancipación de la ciudad debido a que allí se proclamó la independencia de la ciudad.

- San Buenaventura Está ubicada en el Barrio Centro de la Parroquia San Buenaventura a 5 minutos al norte del Estadio la Cocha y bordeando el Aeropuerto Internacional Cotopaxi. Iglesia tradicional que posee su edificación en ek a inicios del siglo XX que guarda a su santo patrono Dr. Buenaventura, dentro de este sector todos los domingos se abre su feria gastronómica con platillos propios de la ciudad.

- San Felipe  Ubicado en el suroeste de Latacunga es un barrio histórico de la ciudad que controlaba el asiento de Pujilí en tiempos coloniales, está a 3 minutos de la Universidad Técnica de Cotopaxi lleva el mismo nombre al patrono de la parroquia San Felipe, además en honor a este se encuentra la iglesia central de San Felipe construida en el siglo XIX y este sector es famoso por sus fiestas y gastronomía típica. La iglesia de San Felipe en Latacunga es de planta de cruz latina, con una nave principal y dos laterales. El ábside es hexagonal y en sus laterales bellas capillas. Pero, lo particular del templo es que está levantado, en su mayoría, con piedra pómez. El techo, de madera, sostiene tejas musleras de barro cocido.[14]

### Otros
- Molinos de Monserrat: construidos en 1756, como un obraje colonial, actualmente constituye un centro cultural múltiple, en sus instalaciones se halla el Museo Arqueológico (con reliquias culturales preincásicas) el Museo Folklórico (indumentaria, instrumentos y conjuntos referentes a diferentes manifestaciones de la cultura popular). Y la instalación de la pinacoteca con obras de Tabara, Guerrera, Guayasamin, Román

- Palacio municipal: edificio oficial, sede del ayuntamiento, construido entre 1910 y 1936 en piedra pómez con influencia dórica y elementos corintios con decoraciones murales que reflejan eventos patrióticos.

- Casa de los Marqueses de Miraflores: construida en la primera mitad del siglo XVIII, entre sus varios propietarios destaca el latacungueño Ignacio Flores, Marqués de Miraflores y Presidente de la Real Audiencia de Charcas (hoy Bolivia) en 1782. En su construcción se aprecian bóvedas talladas en piedra pómez con hermosos arabescos y mudéjares. En la actualidad funciona el Depto. De Cultura y Relaciones Públicas del Cabildo, pequeños museos folklóricos, cívicos e históricos y biblioteca “Simón Bolívar”.

- Hacienda de Tilipulo: originalmente construida como un obraje de explotación comunitaria en 1540 actualmente es una instalación arquitectónica con influencias religiosas que resumen varios aspectos de la historia local.

Otro lugar turístico es el parque náutico Ignacio Flores, el cual es un parque para hacer bote en el lago y caminar en la naturaleza, además de dar de comer a los patos

## Transporte

### Aéreo

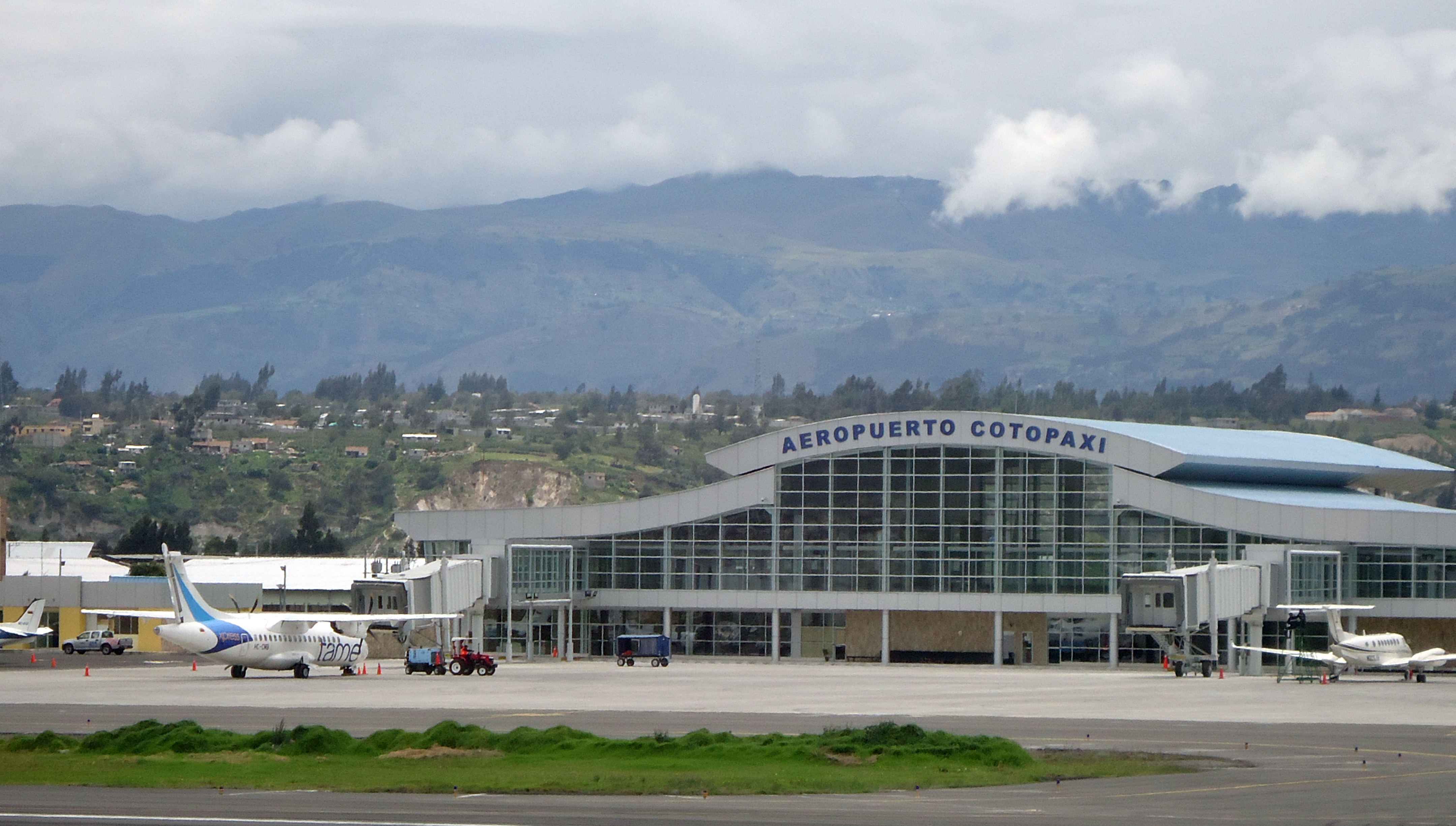
Aeropuerto Internacional Cotopaxi.

La ciudad de Latacunga posee el Aeropuerto Internacional Cotopaxi, uno de los más grandes e importantes del país. Es utilizado como centro de transporte de carga y pasajeros desde la zona central de Ecuador. Se ha realizado la ampliación de sus instalaciones para brindar mejor servicios a usuarios (transporte de mercancía y pasajeros), la construcción de una pista alterna lateral taxiway, y el incorporar un mínimo de 22 frecuencias nacionales e internacionales para mantener el presupuesto mensual requerido de USD 66.000.
El 21 de junio del año 2011, la empresa SAEREO inauguró la ruta Guayaquil – Latacunga - Guayaquil, prestando un servicio ágil uniendo a varias provincias de la Sierra, especialmente Cotopaxi, Tungurahua y Chimborazo, cuyos viajeros han utilizado por mucho tiempo la ruta Guayaquil – Quito, la cual los dejaba muy lejos de sus lugares de destino. Lamentablemente esta aerolínea dejó de operar.
TAME con su producto TAME Express, mantuvo hasta hace un par de años rutas aéreas desde Latacunga hacia ciudades como Guayaquil, y El Coca utilizando sus aviones ATR42.

### Terrestre
- Autovía: se puede llegar a Latacunga desde Quito en un viaje de una hora a través de la Autopista Panamericana
- Terminal Terrestre: Latacunga cuenta con un Terminal Terrestre, desde donde operan diferentes compañías de transporte masivo (autobuses) hacia destinos nacionales como Quito, Ambato, Pujilí, Salcedo, Saquisilí, Zumbahua, Quilotoa, Quevedo, La Maná, entre otras.
- Tren: La empresa Tren Ecuador opera el Tren Crucero que tiene en Latacunga una de sus paradas más concurridas. La misma empresa esta estudiando la posibilidad de abrir rutas turísticas desde y hacia Riobamba.

también pose buses urbanos que sirve de transporte para personas que se moviliza de sur a norte y viceversa 

#### Avenidas importantes
- Amazonas
- Eloy Alfaro
- Rumiñahui
- Miguel Iturralde
- 11 de noviembre
- General Proaño
- 5 de junio
- Quijano y Ordóñez
- Márquez de Maenza
- Cotopaxi
- Juan Abel Echeverría
- 2 de mayo
- Antonia Vela
- Av. Roosevelt
- Marco Aurelio subía
- Av. Iberoamericana
- av. Cívica

## Parques y Plazas
- Vicente León
- Filantropía
- Santo Domingo
- Náutico Ignacio Flores (La Laguna)
- San Francisco
- San Sebastián
- San Felipe
- El Ejido
- El Polideportivo (Metropolitano)
- Parque Infantil (Marta Bucaram de Roldós)
- parque recreativo de NINTINACASO (norte  de Latacunga)

## Áreas Protegidas
Parque Nacional Cotopaxi.- Es una de las Áreas Protegidas más importantes del Ecuador con 33.393 hectáreas en la que alberga una gran cantidad de flora y fauna andina su altura está entre los 3.400 - 5.897 metros, en ella se encuentran atractivos naturales como el volcán Cotopaxi con (5.897 m.) que en 2015 tuvo una actividad volcánica después de 130 años, la Laguna de Limpiopungo, Laguna de Santo Domingo, manantiales, ruinas arqueológicas, el Morurco (4.880 m.), el Rumiñahui (4.722 m.), el centro de interpretación Mariscal Sucre, senderos interpretativos, acampar en las zonas delimitadas paisajes únicos del páramo ecuatoriano.
La Reserva Ecológica los Ilinizas. Está dividida en cuatro secciones, la más grande incluye un bloque largo al oeste del volcán Quilotoa, donde nacen las vertientes y riachuelos que agua abajo alimentarán al río Toachi, la segunda zona, ubicada al noreste, es el bloque donde están los Ilinizas y el Corazón, el tercer bloque está al suroccidente, separado de la sección más grande por la carretera Latacunga – La Maná. El cuarto bloque es una especie de isla de 800 hectáreas que básicamente rodea la laguna del Quilotoa. Esta reserva con sus cuatro secciones tiene el contraste de volcán, Laguna, picos, páramo, bosque, caídas de agua, aguas termales y caminos ancestrales, siendo importante en el cruce de la cordillera hacia la zona del litoral ecuatoriano.
Área Nacional de Recreación "El Boliche"  Se encuentra junto al parque nacional Cotopaxi. El Boliche es conocido por su plantación de pinos y cipreses, que cubre 200 hectáreas y ha reemplazado casi por completo al páramo. Los primeros árboles fueron sembrados en 1928 en lo que era la hacienda Romerillos, con la idea de recuperar los suelos erosionados y “reforestar” el páramo. Eran otros tiempos: hoy se sabe que estas plantaciones afectan los suelos y la biodiversidad de este ecosistema, y que el páramo no necesita llenarse de árboles.
Junto a esta área se encuentra la Estación “El Boliche” de la Empresa de Ferrocarriles del Ecuador y, gracias a ello, cada fin de semana llegan cientos de visitantes a recorrer los atractivos que ofrece esta área protegida.

## Economía
Latacunga es una ciudad ubicada en la zona central del Ecuador, con una privilegiada situación geográfica, cenca de los principales polos de desarrollo nacional, lo que le permite ser un punto estratégico para industrias locales e internacionales. Alrededor de la ciudad se encuentra un importante número de industrias florícolas que han dinamizado su economía; además cuenta con industria minera de caliza y cemento, industrias metalúrgicas liviana y pesada, agroindustria, industria lechera y ganadera. Según el INEC, las principales actividades económicas de los latacungueños son: Agricultura y ganadería 29,2%, Comercio al por mayor y menor 15,9% e industrias manufactureras 13,7%, siendo estas industrias las que emplean a la mayor parte de habitantes.

### Agricultura y ganadería
Latacunga es un cantón donde históricamente han cobrado importancia el minifundio y las grandes explotaciones de tierras originando la aparición de haciendas y fincas que se han dedicado a la agricultura y ganadería, con un énfasis especial en la ganadería lechera, y toda la industria que gira alrededor de esta actividad.
La ganadería lechera emplea a los pobladores cercanos a las diferentes haciendas dedicadas a esta industria, como por ejemplo: San Agustín, La Avelina, San Sebastián, Pilacoto, entre otras. La zona también se caracteriza por la producción de quesos, mantequilla, yogur y otros derivados de la leche, cuya distribución tiene alcance local y nacional.
Actualmente Latacunga también se destaca nacional e internacionalmente por la producción de flores y brócoli de exportación. Estas industrias han creado una importante cantidad de fuentes de empleo en varias parroquias del cantón, siendo una significativa fuente de ingresos de divisas y aporte en la dinamización de la economía local.

### Comercio
En los resultados del Censo Nacional Económico, a cargo del INEC, en todo el cantón Latacunga funcionan 6.653 establecimientos comerciales, los cuales generan un aproximado de USD. 566 millones anuales en ventas. Las principales actividades comerciales del cantón son la venta y distribución de alimentos y bebidas, venta de ropa y calzado, mantenimiento y reparación de vehículos, los servicios de restaurantes y venta de comida, entre otros.
La empresa DK Management Services S.A. inauguró en noviembre de 2013 el Centro Comercial Maltería Plaza, siendo el primer centro comercial moderno de la ciudad de Latacunga, con una interesante oferta de tiendas de diferentes segmentos y servicios como restaurantes, cines, bancos y otros, que lo posicionan en el centro del país.

### Industrias manufactureras
En varias zonas del cantón Latacunga, principalmente en la zona norte se asientan importantes industrias productoras de alimentos y bebidas, madereras, metalúrgicas, muebles, cemento y construcción, etc. 
Además el sector artesanal también ha tenido protagonismo en el desarrollo económico de la ciudad. En Latacunga se elaboran productos hechos por hábiles artesanos como: zapatería, costura, carpintería, hojalatería, talabartería, cerámica, tejeduría. En varias zonas del cantón encontramos producción artesanal de productos hechos en base de totora, material ecológico con el que se realizan canastos, cunas, macetas, muebles exteriores y más. Estos productos se exhiben periódicamente en ferias artesanales en todo el país.

## Educación

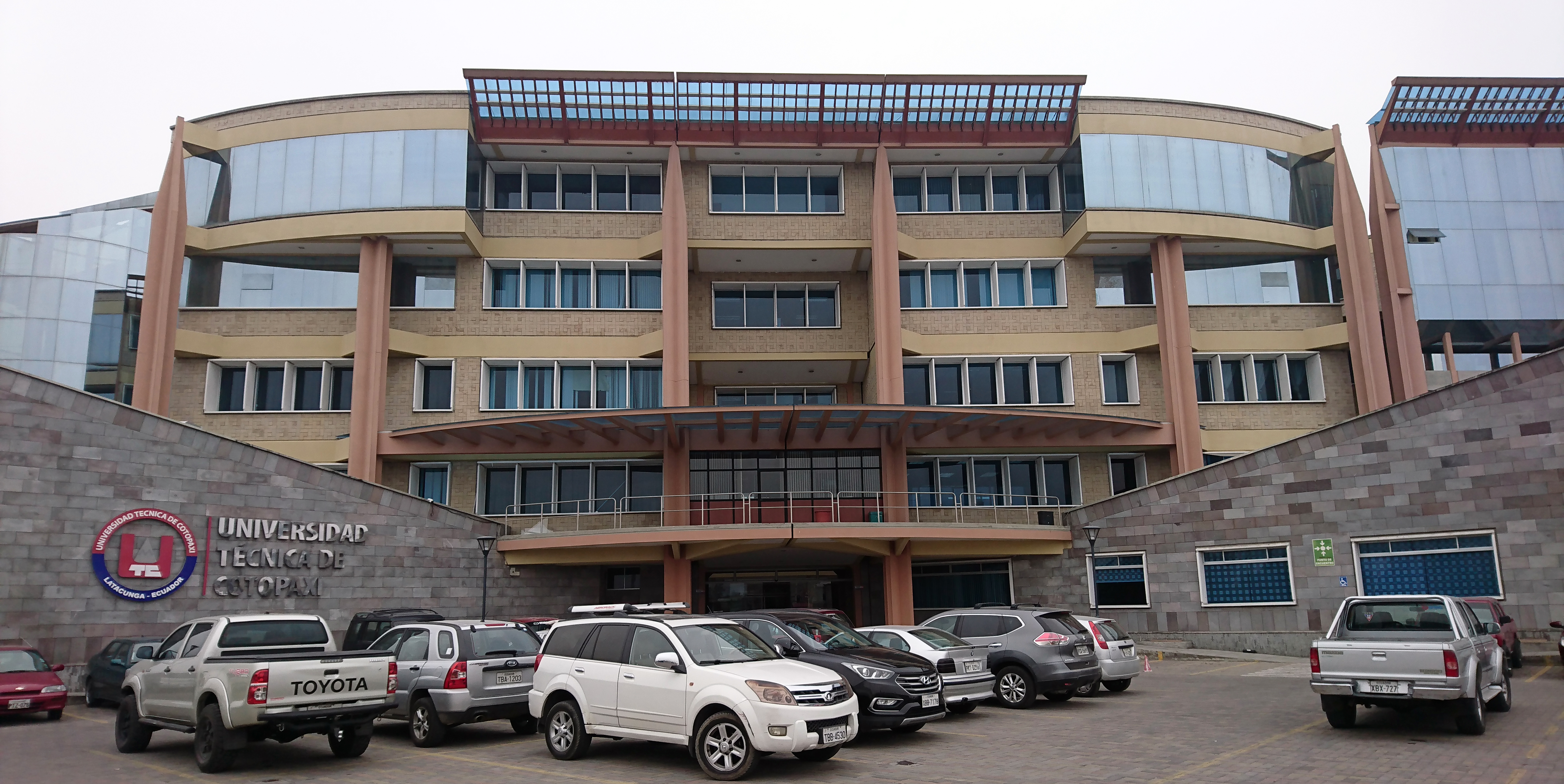
Universidad Técnica de Cotopaxi.

La ciudad cuenta con buena infraestructura para la educación, tanto pública como privada. La educación pública en la ciudad, al igual que en el resto del país, es gratuita hasta la universidad (tercer nivel) de acuerdo a lo estipulado en el artículo 348 y ratificado en los artículos 356 y 357 de la Constitución Nacional. Varios de los centros educativos de la ciudad cuentan con un gran prestigio. La ciudad está dentro del régimen Sierra por lo que sus clases inician los primeros días de septiembre y luego de 200 días de clases se terminan en el mes de julio.

### Universidades
La ciudad y sus alrededores cuentan con varias universidades de pregrado y postgrado, destacándose la Universidad Técnica de Cotopaxi, alma mater de la Provincia de Cotopaxi, creada el 24 de enero de 1995, según la legislación ecuatoriana. La Universidad Técnica ofrece cursos en muchos campos de las ciencias y las humanidades. El Campus Principal se encuentra al norte de la ciudad, en el barrio de San Felipe, mientras al sur, en el sector de Salache, se encuentra la Facultad de Ciencias Agropecuarias y Recursos Naturales; además posee dos extensiones, una en Pujilí y otra en La Maná. La infraestructura universitaria en Latacunga es por lo general óptima, con ciertas excepciones, además de la oferta académica universitaria, cuenta con varios institutos superiores.
|  | Siglas | Universidad                                           |                                                                                       | Ciudad matriz |
|  | ------ | ----------------------------------------------------- | ------------------------------------------------------------------------------------- | ------------- |
|  | UTC    | Universidad Técnica de Cotopaxi                       | [[Archivo:\|class=notpageimage noviewer\|20x20px\|border\|Bandera de Latacunga]]      | Latacunga     |
|  | ESPE   | Universidad de las Fuerzas Armadas - ESPE             | [[Archivo:\|class=notpageimage noviewer\|20x20px\|border\|Bandera de Sangolquí]]      | Sangolquí     |
|  | UTPL   | Universidad Técnica Particular de Loja                | [[Archivo:\|class=notpageimage noviewer\|20x20px\|border\|Bandera de Loja (Ecuador)]] | Loja          |
|  | UTI    | Universidad Tecnológica Indoamérica                   | Bandera de Ambato                                                                     | Ambato        |
|  | UPS    | Universidad Politécnica Salesiana                     | Bandera de Cuenca (Ecuador)                                                           | Cuenca        |
|  | UCSG   | Universidad Católica de Santiago de Guayaquil         | Bandera de Guayaquil                                                                  | Guayaquil     |
|  | ITSVL  | Instituto Tecnológico Superior Vicente León           | [[Archivo:\|class=notpageimage noviewer\|20x20px\|border\|Bandera de Latacunga]]      | Latacunga     |
|  | ITSRBN | Instituto Tecnológico Superior Ramón Barba Naranjo    | [[Archivo:\|class=notpageimage noviewer\|20x20px\|border\|Bandera de Latacunga]]      | Latacunga     |
|  | ITSVVC | Instituto Tecnológico Superior Victoria Vásconez Cuvi | [[Archivo:\|class=notpageimage noviewer\|20x20px\|border\|Bandera de Latacunga]]      | Latacunga     |
|  | ITSA   | Instituto Tecnológico Superior Aeronáutico            | [[Archivo:\|class=notpageimage noviewer\|20x20px\|border\|Bandera de Latacunga]]      | Latacunga     |
|  | ITSC   | Instituto Tecnológico Superior Cotopaxi               | [[Archivo:\|class=notpageimage noviewer\|20x20px\|border\|Bandera de Latacunga]]      | Latacunga     |

## Deporte

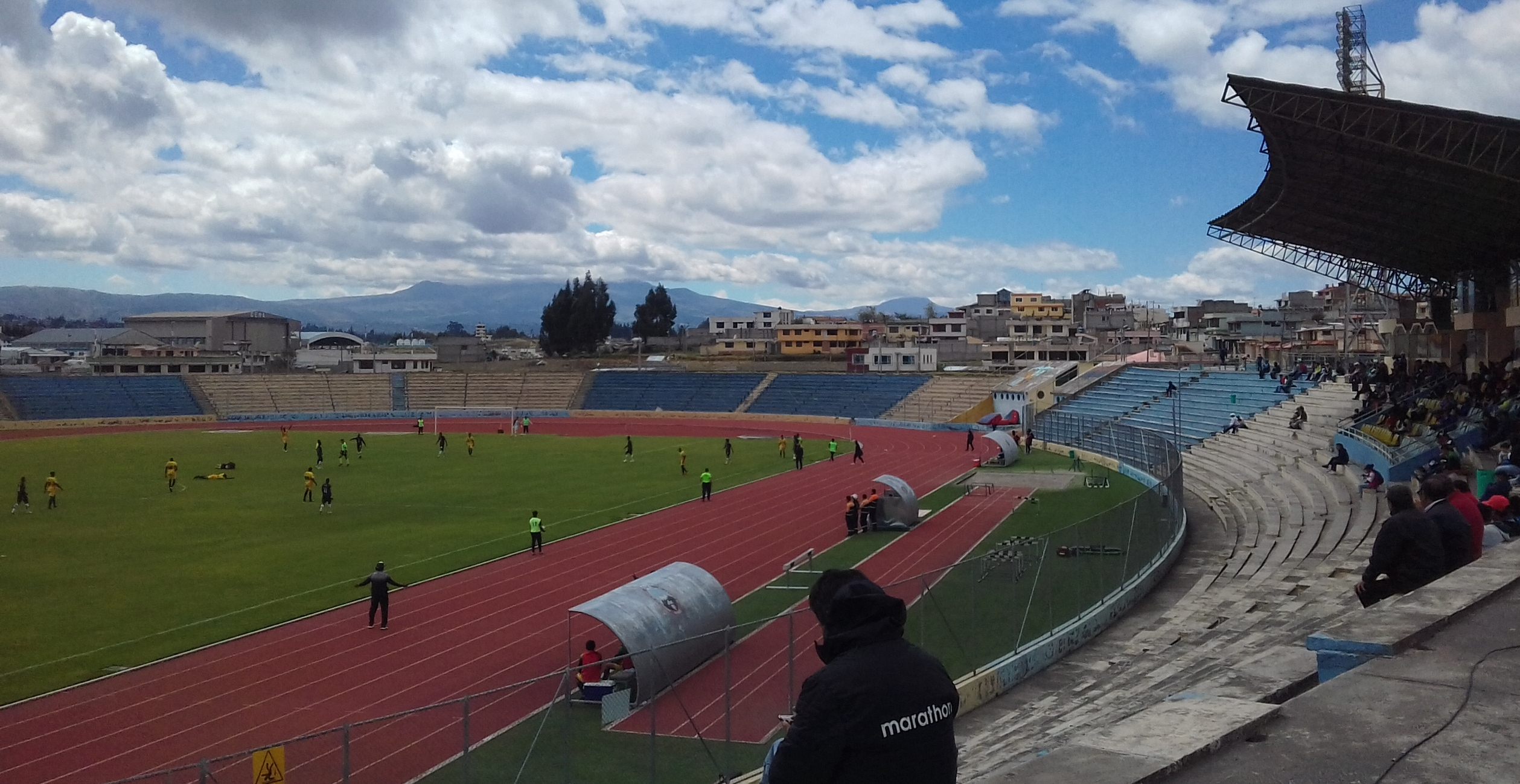
Estadio La Cocha.

La Federación Deportiva de Cotopaxi es el organismo rector del deporte en toda la Provincia de Cotopaxi y por ende en Latacunga se ejerce su autoridad de control. El deporte más popular en la ciudad, al igual que en todo el país, es el fútbol, siendo el deporte con mayor convocatoria. El ídolo futbolístico de Latacunga y la provincia fue el Deportivo Cotopaxi, sin embargo, ante la falta de un club que lo represente permanentemente los aficionados de Latacunga se han inclinado por ser seguidores de Liga Deportiva Universitaria de Quito,  principalmente; el resto de la hinchada siguen en menor porcentaje a Barcelona de América, El Nacional, Emelec, Aucas y demás clubes. Actualmente existen 5 equipos de fútbol activos en la Asociación de Fútbol No Amateur de Cotopaxi, que participan en el Campeonato Provincial de Segunda Categoría de Cotopaxi.

### Escenarios deportivos
El Estadio La Cocha (oficialmente conocido como Estadio Municipal La Cocha) está ubicado en avenida Luis de Anda y calle Panzaleos, de la ciudad de Latacunga. Fue inaugurado el 1 de abril de 1982, con la presencia del Presidente de la República, Oswaldo Hurtado Larrea. Posteriormente, el mandatario firmará como testigo de honor, el contrato de construcción del Coliseo Cubierto de Deportes de la ciudad de Latacunga.
Es usado mayoritariamente para la práctica del fútbol, y allí juega como local el Club Independiente Juniors de la Primera Categoría B de la Liga Pro Ecuador. También hacen de local en este escenario, varios clubes de segunda categoría de la Provincia de Cotopaxi como el Club Deportivo Universidad Técnica de Cotopaxi, Deportivo Cotopaxi, Flamengo, Ramón Barba Naranjo, ESPEL, Liga Deportiva Estudiantil y otros.
Anteriormente tuvo la oportunidad de ser sede del Deportivo Cotopaxi en su participación en Primera Categoría A en la década de los 80' y del Club Flamengo de Latacunga, Deportivo Saquisilí y Club Universidad Técnica de Cotopaxi en sus participaciones en la Primera Categoría B.
Tiene capacidad para acoger a 15.000 espectadores y ha sido sede de torneos internacionales de la Conmebol como el Campeonato Sudamericano Sub-20 (2001) y el Campeonato Sudamericano Sub-17 (2007) realizados en Ecuador. También ha recibido partidos del torneo nacional como cancha alterna de equipos como Sociedad Deportivo Quito, Espoli, Club Deportivo El Nacional (Quito), Club Deportivo Macará y Técnico Universitario (Ambato).

## Ciudades hermanadas
- Pasto, Colombia (2019)